# Протісне
Протісне (пол. Procisne) — давнє українське село в Закерзонні (Підкарпатське воєводство, Бещадський повіт) у гміні Літовищі, солтистві Ступосяни.

## Розташування
Лежить на берегах Сяну, при воєводській дорозі № 896. 

## Назва
У ході кампанії ліквідації українських назв село у 1977—1981 роках мало назву Пшесмик (пол. Przesmyk).

## Історія
Перша згадка про Протісне сягає 1580 року як одна з маєтностей Кмітів. До 1772 року село перебувало в Сяноцькій землі Руського воєводства.
У 1772—1918 роках село було у складі Австро-Угорської монархії, у провінції Королівство Галичини та Володимирії. Місцевий дідич Марцель Конецький створив загін і взяв участь у Галицькому повстанні 1846 року. У 1888 році село належало до Ліського повіту, в селі нараховувалося 39 будинків та 267 мешканців, з них 210 греко-католиків, 18 римо-католиків і 33 юдеї (у фільварку 6 будинків і 35 жителів, з них 10 греко-католиків, 7 римо-католиків і 18 юдеїв). Греко-католики належали до парафії Смільник Затварницького деканату Перемишльської єпархії.
У листопаді 1918 року село ввійшло до складу Західноукраїнської Народної Республіки, однак у травні 1919 року було окуповане польськими військами.
У 1919—1939 роках — у складі Польщі. Село належало до Ліського повіту Львівського воєводства, у 1934—1939 роках було адміністративним центром об’єднаної сільської ґміни Ступосяни. У 1921 році в селі було 79 будинків і 411 мешканців, з них 359 греко-католиків, 23 римо-католики, 29 юдеїв, греко-католики належали до парафії Смільник Лютовиського деканату Перемишльської єпархії. На 1 січня 1939 року в селі мешкало 610 осіб, з них 560 українців, 30 поляків і 20 євреїв.
Друга світова війна принесла нове горе і руйнування. У 1946 році жителів переселено до СРСР, а будівлі в селі спалені.